# دایان مک‌بین
دایان مک‌بین (انگلیسی: Diane McBain) (زادهٔ ۱۸ مهٔ ۱۹۴۱ – درگذشتهٔ ۲۱ دسامبر ۲۰۲۲) یک هنرپیشه اهل ایالات متحده آمریکا بود.